# Русне (остров)
Остров Русне (лит. Rusnės sala) — крупнейший остров Литвы.

## География
Площадь около 45 км². Расположен в дельте реки Неман, где он распадается на два крупных рукава — глубоководный Скирвите, по которому проходит российско-литовская граница, и мелководный Атмата, которые впадают в Куршский залив Балтийского моря. Дельта Немана вообще и остров Русне в частности являются излюбленным местом обитания водоплавающих птиц, для которых в 1992 году был создан Русненский заповедник.

## История
Первое дошедшее до наших дней постоянное поселение (Русне) возникло на острове в XV веке. В 1967 году к территории города Русне был присоединен весь остров Русне. Таким образом образовалось Русненское староство, входящее в состав Шилутского района Литвы.

## Инфраструктура
С материком остров соединяет мост через протоку Атмата. С российским берегом осуществляется паромное сообщение.